# 潤甫周玉
潤甫 周玉（じゅんほ しゅうぎょく、永正元年（1504年） - 天文18年6月22日（1549年7月16日））は、戦国時代の臨済宗の僧。若狭武田氏の第5代武田元信の庶長子。

## 生涯
永正元年（1504年） 、若狭国の守護大名・武田元信の子として誕生。
庶子のために若くして出家し、若狭武田氏の武将としての活躍の記録はない。
天文8年（1539年）に雲外寺を開山する。天文12年（1543年）に建仁寺第二八二世に迎えられた。
天文18年（1549年）、死去。
父や異母弟の元光と同様に公家の三条西実隆との交流があり、実隆の日記『実隆公記』に周玉に関する記述がある。